# Pterocryptus castaneus
Pterocryptus castaneus är en stekelart som först beskrevs av Morley 1916.  Pterocryptus castaneus ingår i släktet Pterocryptus och familjen brokparasitsteklar. Inga underarter finns listade i Catalogue of Life.